# Marius Tincu
Marius Vasilică Tincu (* 7. dubna 1978 Vânători) je bývalý rumunský ragbista, který hrál jako mlynář. S klubem USA Perpignan se stal vítězem francouzské ligy v roce 2009 a v následující sezoně skončil jako poražený finalista. V roce 2003 byl deníkem L'Équipe zvolen nejlepším rojníkem ve francouzské nejvyšší lize jako hráč týmu Pau. Od roku 2007 má francouzské občanství.
Na MS 2011 byl kapitánem Rumunska. The Guardian ho jmenoval do nejlepší sestavy šampionátu. Zúčastnil se i MS 2007, kde položil 3 pětky a byl Rumunem, co položil nejvíce pětek. Za svou zemi odehrál 53 zápasů a položil 14 pětek (2002–2012).
Po konci hráčské kariéry se dal na trénování. Byl trenérem útoku Rumunska, než v roce 2014 a 2015 trénoval ženský tým USA Perpignan. V roce 2019 byl prozatímním trenérem rumunské reprezentace a stal se technickým ředitelem. Od roku 2022 se stal trenérem útoku v e–sportu USA Perpignan.

## Klubová kariéra
- U Kluž (1996–2000)
- Rouen Normandie Rugby (2000–2002)
- La Teste (2002)
- Pau (2002–2005)
- USA Perpignan (2005–2012)